# روني روك
رونالد ليزلي روك (بالإنجليزية: Ronald Leslie Rooke؛ 7 ديسمبر 1911 – 9 يونيو 1985) كان لاعب كرة قدم إنجليزي لعب في مركز قلب الهجوم. سجل 170 هدفاً من 256 مباراة في دوري كرة القدم لصالح كريستال بالاس وفولهام وأرسنال، فضلاً عن لعب كرة القدم خارج الدوري. شغل منصب مدرب كريستال بالاس، وبيدفورد تاون (فترتين)، وهيث تاون وأدلستون.

## حياته الشخصية
عمل روكي لاحقًا في مطار هيثرو ومصنع الجعة ويتبريد. توفي بسرطان الرئة في يونيو 1985.

## الإنجازات

### كلاعب
أرسنال
- دوري كرة القدم الإنجليزي: 1947–48 [5]
- درع الاتحاد الإنجليزي: 1948[6]

### كمدرب
بيدفورد تاون
- كأس هانتينغدونشاير الممتاز: 1951–52[7]

### الفردية
- هدّاف دوري كرة القدم الإنجليزي: 1947–48[8]
- لاعب الموسم من ديلي إكسبريس: 1947–48